# World of Winx
World of Winx è una serie animata italiana, creata da Iginio Straffi e prodotta da Rainbow in co-produzione con Rai Fiction e in associazione con Netflix. È uno spin-off di Winx Club ed è stata presentata per la prima volta al Licensing Expo di Las Vegas nel giugno 2016. La prima stagione è stata pubblicata negli USA in streaming su Netflix il 4 novembre 2016, mentre in Italia è stata trasmessa da Rai Gulp a partire dal 28 gennaio fino al 7 febbraio 2017. La seconda stagione è stata pubblicata online il 16 giugno 2017, mentre è stata trasmessa in TV dal 18 al 30 giugno dello stesso anno.

## Trama

### Prima stagione
Le Winx ritornano a Gardenia, città natale di Bloom, dove cominciano a lavorare come talent scout, in un talent show chiamato "WOW". In realtà il loro scopo è quello di salvare i ragazzi di tutto il mondo, da un misterioso ladro di talenti che dovrebbe essere Jim. Le sei fate devono tenere nascosta la loro identità e i loro poteri magici. Le Winx ottengono poi una nuova trasformazione chiamata Dreamix.

### Seconda stagione
Nella seconda parte della serie, le fate ottengono l'Onyrix, un'evoluzione del Dreamix, donato alle fate meritevoli dallo Spirito del Mondo dei Sogni per proteggere il Mondo dei Sogni, essenza stessa della fantasia e della magia, anche conosciuto come L'isola che non c'è. Le Winx andranno alla ricerca del figlio di Peter Pan per poter far ritornare buona Campanellino. Verso la fine della seconda stagione è stata svelata l'identità di Venomya, che Bloom starà per affrontare a tutti i costi: si tratta di Baba Yaga.

## Episodi
| Stagione         | Episodi | Pubblicazione internazionale | Prima TV italiana | Prima TV italiana |
| Stagione         | Episodi | Pubblicazione internazionale | Inizio            | Fine              |
| ---------------- | ------- | ---------------------------- | ----------------- | ----------------- |
| Prima stagione   | 13      | 4 novembre 2016              | 28 gennaio 2017   | 7 febbraio 2017   |
| Seconda stagione | 13      | 16 giugno 2017               | 18 giugno 2017    | 30 giugno 2017    |

## Personaggi

### Winx Club
- Bloom: leader del Winx Club, è la Fata della Fiamma del Drago. È un'artista, determinata e ottimista, qualche volta testarda, ma sensibile. Doppiata da Letizia Ciampa.
- Stella: Fata del Sole Splendente. È una stilista ed è la migliore amica di Bloom. A volte tende ad essere immatura, ma sa essere seria quando serve, si mostra sempre sicura di sé, ma dentro di se nasconde molte insicurezze. Doppiata da Perla Liberatori.
- Flora: Fata della Natura. È una cuoca. È molto timida e introversa, ma quando serve tira fuori il meglio di se. Doppiata da Ilaria Latini.
- Musa: Fata della Musica. È una cantante e musicista. È molto sensibile, e a volte tende ad essere sarcastica. Doppiata da Gemma Donati.
- Tecna: Fata della Tecnologia. È un'inventrice. È molto seria, ma sa lasciarsi andare. Doppiata da Domitilla D'Amico.
- Aisha: Fata dei Fluidi. È l'atleta del gruppo. È molto testarda e impulsiva. Doppiata da Laura Lenghi.

### Nemici
- Regina/Campanellino: È l'antagonista principale della serie, dopo che Peter Pan ritorna nel mondo reale, accecata dal dolore diventa cattiva, e si proclama Regina del mondo dei sogni. Quando incontrerà Matt, rinuncerà alla sua vendetta e alla corona, e si fidanzerà con lui. Doppiata da Veronica Puccio.
- Jim Uncino: Il pirata rivale di Peter Pan, Campanellino lo trasforma in un adolescente, aiuterà la Winx a sconfiggerla, ma in segreto complotta alle loro spalle per diventare il Re del Mondo dei Sogni. Doppiato da Alex Polidori.
- Spugna: L'assistente di Uncino, anche lui ringiovanito dalla regina, inizialmente lo aiuta, ma alla fine si schiererà con le Winx per salvare il Mondo dei Sogni. Doppiato da Alessio Puccio.
- Sciamano: È l'unico adepto di Campanellino che le resta a fianco fino alla fine. Doppiato da Andrea Lavagnino.
- Uomo Coccodrillo
- Uomo Alligatore
- Venomya/Baba Yaga: Doppiata da Paola Majano.
- Vertigo: Nemesi di Bloom. Doppiata da Erica Necci.
- Banshee: Nemesi di Musa. Non parla, ma caccia delle urla magiche.
- Obscura: Nemesi di Stella. Attinge i suoi poteri dall'oscurità. Doppiata da Maura Cenciarelli.
- Stoney: Nemesi di Flora. Attinge i suoi poteri dalla pietra.
- Sinka: Nemesi di Aisha.
- Virus: Nemesi di Tecna. Doppiata da Katia Sorrentino.

### Altri
- Roxy: È la Fata degli Animali che lavora al Frutti Music Bar. Ha un cane di nome Artù. Aiuta Bloom con le indagini, dopo che quest'ultima è stata licenziata da WOW, quando le altre Winx sono occupate con lo show. Doppiata da Debora Magnaghi.
- Artù: Il cane di Roxy, che aiuta lei e Bloom nelle loro indagini, a volte la padrona grazie ai suoi poteri guarda attraverso i suoi occhi.
- Ace: È il conduttore del talent show WOW. È molto superficiale. Doppiato da Nanni Baldini.
- Margot: È una dei due giudici di WOW, lei è la più severa e tiene molto al suo cane, Puff, che porta sempre con sé. Doppiata da Francesca Guadagno.
- Cliff: È uno dei due giudici di WOW, lui è il più gentile e simpatico. Doppiato da Paolo Vivio.
- Lorelei: È una talent scout che prende il posto di Bloom dopo il suo licenziamento. È molto effervescente ma anche appiccicosa, e infatti non va d'accordo con nessuna delle Winx, soprattutto con Stella, che quest'ultima ritiene la sua "brutta coppia". In seguito scopre che le protagoniste sono fate, ma nessuno la prende sul serio quando lo racconta, e Ace la licenzia. Doppiata da Letizia Scifoni.
- Evans: Un'agente di polizia, una donna molto dura, ma di buon cuore, che indaga sulla scomparsa del primo talento: Annabelle. Doppiata da Francesca Manicone.
- Gomez: Un agente di polizia, un uomo simpatico e un po' stupido, che indaga sulla scomparsa del primo talento: Annabelle. Investiga insieme ad Evans, per cui ha una cotta, non ricambiata. Doppiato da Andrea Mete.
- Annabelle: Cantante nonché prima concorrente e finalista di WOW. Viene rapita dal ladro di talenti (cioè Campanellino), che le ruberà la voce, per poter parlare. Doppiata da Veronica Puccio.
- Louise: Amica di Annabelle e capo della pasticceria dove lavora quest'ultima. Doppiata da Monica Volpe.
- Naoki: Un altro talento di WOW. È un genio della tecnologia. Doppiato da Federico Campaiola.
- Sophie: Un altro talento di WOW. Lei è una stilista molto talentuosa e le Winx vanno addirittura a Parigi per incontrarla. Legherà molto con Stella, attraverso il loro amore per la moda. Doppiata da Francesca Rinaldi.
- Nadine: Un altro talento di WOW. Lei era una aiutante di Sophie, ma poi scopre di avere un grande talento nello sfilare. Doppiata da Benedetta Ponticelli.
- Vincenzo: Un altro talento di WOW. Un italo-americano, lui ha la passione per la cucina e dovrà gareggiare per mostrare quanto vale nella cucina. Ma è superficiale e fa di testa sua, ma Flora e Tecna lo aiuteranno a cambiare. Doppiato da Manuel Meli.
- Yu: Un altro talento di WOW. Lei è una ragazza orientale appassionata nel karate. Doppiata da Eleonora Reti.
- Madelyn: Un altro piccolo talento di WOW. Lei è una ragazzina che ha una passione per la chitarra elettrica e la musica rock, ma per piacere dei suoi genitori è costretta a suonare il pianoforte. Ma grazie a Musa riuscirà a confessare la sua vera passione. Doppiata da Chiara Fabiano.
- Silke: L'ultimo talento di WOW. È una ragazzina che pensa che il suo talento sia lo snowboard, invece la sua passione è nell'aggiustare orologi, infatti si scopre che è la nipote dell'Orologiaio. Doppiata da Gaia Bolognesi.
- Orologiaio: È l'Orologiaio più bravo al mondo e le Winx vanno in Svizzera per riparare loro l'orologio per passare nel Mondo Dei Sogni. Non specificano il nome nella serie ma è lo zio di Silke. Doppiato da Gianni Giuliano.
- Spirito del Mondo dei Sogni: È una fata, appare per la prima volta al termine della 1° stagione, dove entra in contatto con Flora per aiutare lei e le Winx a fermare la regina, in seguito diventa un personaggio principale nella 2° stagione, all'inizio di essa dona alle Winx il potere Onyrix, e da li in poi le convoca magicamente, per avvertirle di quando il Mondo dei Sogni è in pericolo.
- Wendy Darling: L'amica di Peter Pan, che Campanellino ha sempre odiato, lei convince Peter Pan a tornare nel mondo reale, ma dopo un po' perdono i contatti, ora è adulta e gestisce un orfanotrofio. Doppiata da Maura Cenciarelli.
- Matt Barrie: È il figlio di Peter Pan, è uno dei protagonisti della seconda stagione di World of Winx. Aisha faticherà molto a fidarsi di lui, e ad aiutarlo ad imparare a combattere, ma dopo un po' di tempo Matt riuscirà a guadagnarsi la sua fiducia. Si fidanzerà con Campanellino. Doppiato da Luca Mannocci.
- Giglio Tigrato: La principessa guerriera del Mondo dei Sogni. Doppiata da Emanuela Ionica.

## Sigle
| Italia   | Italia                      | Italia          |
| Tipo     | Titolo                      | Interprete/i    |
| -------- | --------------------------- | --------------- |
| Apertura | Winx Club scintille di luce | Alessia Orlando |
| Chiusura | Il fantastico World of Winx | Alessia Orlando |

## Distribuzione internazionale
| Paese          | Prima TV        | Canale   | Titolo                   |
| -------------- | --------------- | -------- | ------------------------ |
| Arabia Saudita | 4 novembre 2016 | Netflix  | عالم ينكس                |
| Brasile        | 4 novembre 2016 | Netflix  | World of Winx            |
| Corea del Sud  | 4 novembre 2016 | Netflix  | 윙스 월드                |
| Danimarca      | 4 novembre 2016 | Netflix  | Winx-Verden              |
| Finlandia      | 4 novembre 2016 | Netflix  | Winxien Maailma          |
| Francia        | 4 novembre 2016 | Netflix  | Le Monde des Winx        |
| Germania       | 4 novembre 2016 | Netflix  | Die Welt der Winx        |
| Giappone       | 4 novembre 2016 | Netflix  | ワールド·オブ·ウィンクス |
| Messico        | 4 novembre 2016 | Netflix  | El Mundo de las Winx     |
| Norvegia       | 4 novembre 2016 | Netflix  | Winx-Werden              |
| Paesi Bassi    | 4 novembre 2016 | Netflix  | World of Winx            |
| Regno Unito    | 4 novembre 2016 | Netflix  | World of Winx            |
| Spagna         | 4 novembre 2016 | Netflix  | World of Winx            |
| Stati Uniti    | 4 novembre 2016 | Netflix  | World of Winx            |
| Svezia         | 4 novembre 2016 | Netflix  | Winx-Värld               |
| Italia         | 28 gennaio 2017 | Rai Gulp | World of Winx            |
| Israele        | 2 aprile 2017   | ZOOM     | Xעולם הווינ              |
| Russia         | 16 maggio 2017  | Карусель | Мир Винкс                |